# Monumento conmemorativo a Ulysses S. Grant
El Monumento conmemorativo a Ulysses S. Grant (en inglés, Ulysses S. Grant Memorial) es un monumento presidencial en Washington D. C., en honor al general de la Guerra de Secesión y 18.º presidente de los Estados Unidos, Ulysses S. Grant. Se encuentra en la base de Capitol Hill (Union Square, The Mall, 1st Street, entre Pennsylvania Avenue y Maryland Avenue), debajo del frente oeste del Capitolio de los Estados Unidos. Su escultura central de Grant a caballo mira hacia el oeste, con vista a la Piscina reflectante del capitolio y mirando hacia el Monumento a Lincoln, que honra al presidente de Grant en tiempos de guerra, Abraham Lincoln. La estatua de Grant se eleva sobre un pedestal decorado con relieves de bronce de la infantería; los pedestales que lo flanquean sostienen estatuas de leones protectores y representaciones de bronce de la caballería y la artillería de la Unión. El conjunto está conectado con plataformas cubiertas de mármol, balaustradas y escaleras. Los monumentos conmemorativos de Grant y Lincoln definen los extremos este y oeste, respectivamente, del National Mall.
El Grant Memorial contribuye a los Monumentos de la Guerra Civil en Washington D. C., del Registro Nacional de Lugares Históricos. The Grant Memorial in Washington, D.C. (1974) de James M. Goode lo denominó "una de las esculturas más importantes de Washington". Incluye la estatua ecuestre más grande de los Estados Unidos y la quinta más grande del mundo.

## Descripción

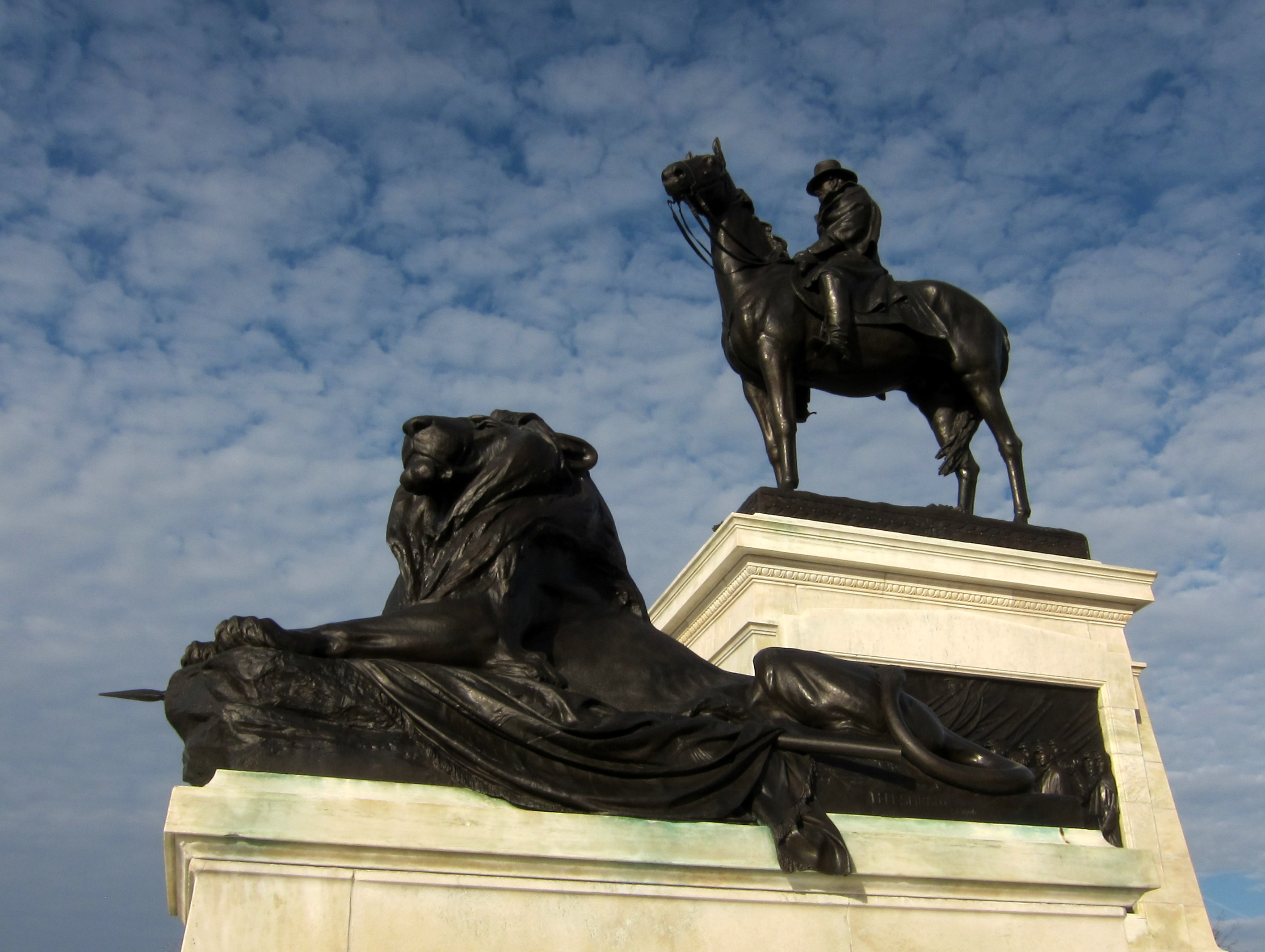
La estatua ecuestre central de Grant vista desde uno de los cuatro leones (2017).

El Grant Memorial está en Union Square, que también abarca la Piscina reflectante del capitolio. La plataforma del monumento, hecha de mármol de Vermont, mide 77 m de largo y 22 m de ancho y se divide en tres tramos. La sección alta, la del medio, presenta una estatua ecuestre de 5,23 m de altura y 4 700 kg, que representa a Grant montado en su caballo de guerra Cincinnati sobre un pedestal de mármol de 6,8 m de altura.

Una característica llamativa de la estatua central es la actitud tranquila (casi descontenta) de Grant en medio de la furiosa lucha que se desarrolla a su alrededor. Esto no es sorprendente porque Grant era conocido por su calma y frialdad durante la batalla. En marcado contraste con Grant están los grupos escultóricos a ambos lados, Carga de Caballería y Artillería, que
... poseen más interés dramático y suspense que cualquier escultura en la ciudad y, de hecho, en la nación.
 Alrededor del pedestal principal hay cuatro pedestales más bajos, cada uno de los cuales sostiene un león de bronce en reposo que protege tanto la bandera de los Estados Unidos como las banderas del Ejército. El monumento fue la escultura de bronce más grande fundida en los Estados Unidos en ese momento.
El Grupo de Artillería al sur muestra un armón que transporta a tres artilleros y tirado por tres caballos. A horcajadas sobre el caballo a la izquierda está el portador de guidon (bandera) que está señalando un giro brusco a la derecha. A pesar del inminente cambio de rumbo, el caballo de la derecha puede continuar lanzado hacia adelante debido a una correa rota en la brida derecha. Al norte, el Grupo de caballería representa un escuadrón de abanderados que consta de siete soldados de caballería que cargan hacia la batalla. El caballo de la derecha se ha caído y el jinete, inspirado en el propio Shrady, está a punto de ser pisoteado por los caballos que se precipitan sobre él.

## Historia
El impulso para erigir un monumento a Grant se inició en la década de 1890 por la Sociedad del Ejército de Tennessee.
El trabajo en el monumento se inició en 1902 como el más grande jamás encargado por el Congreso en ese momento, y fue creado por el escultor Henry Merwin Shrady y el arquitecto Edward Pearce Casey. El escultor Edmond Amateis ayudó a Shrady cuando el monumento estaba casi terminado en 1921. Shrady se pasó 20 años de su vida trabajando en el monumento y murió, estresado y con exceso de trabajo, dos semanas antes de su inauguración en 1922.
Las esculturas fueron fundidas en bronce en Roman Bronze Works en Nueva York. La construcción en el sitio del monumento comenzó en 1909 cuando se instalaron la superestructura de mármol y los cuatro leones de bronce. El Grupo de Artillería se instaló en 1912, el Grupo de Caballería en 1916 y la estatua ecuestre de bronce de Grant en 1920. El monumento se dedicó en el centenario del nacimiento de Grant, el 27 de abril de 1922. Habiendo muerto Shrady, los paneles de infantería en la base del pedestal de Grant fueron completados por la escultora Sherry Fry basándose en los bocetos de Shrady e instalados en 1924. El Grant Memorial compone el centro de un grupo escultórico de tres partes que incluye el Monumento a James A. Garfield al sur y el Monumento a la Paz al norte.
Durante 2015 y 2016 se llevó a cabo un programa de limpieza y restauración del memorial. Esto incluyó la reposición de 150 elementos de la obra, como espadas y vainas, que habían desaparecido o habían sido robados a lo largo de los años. Se eliminó la capa de corrosión verde del bronce del monumento para devolverle su color marrón original.

## Galería

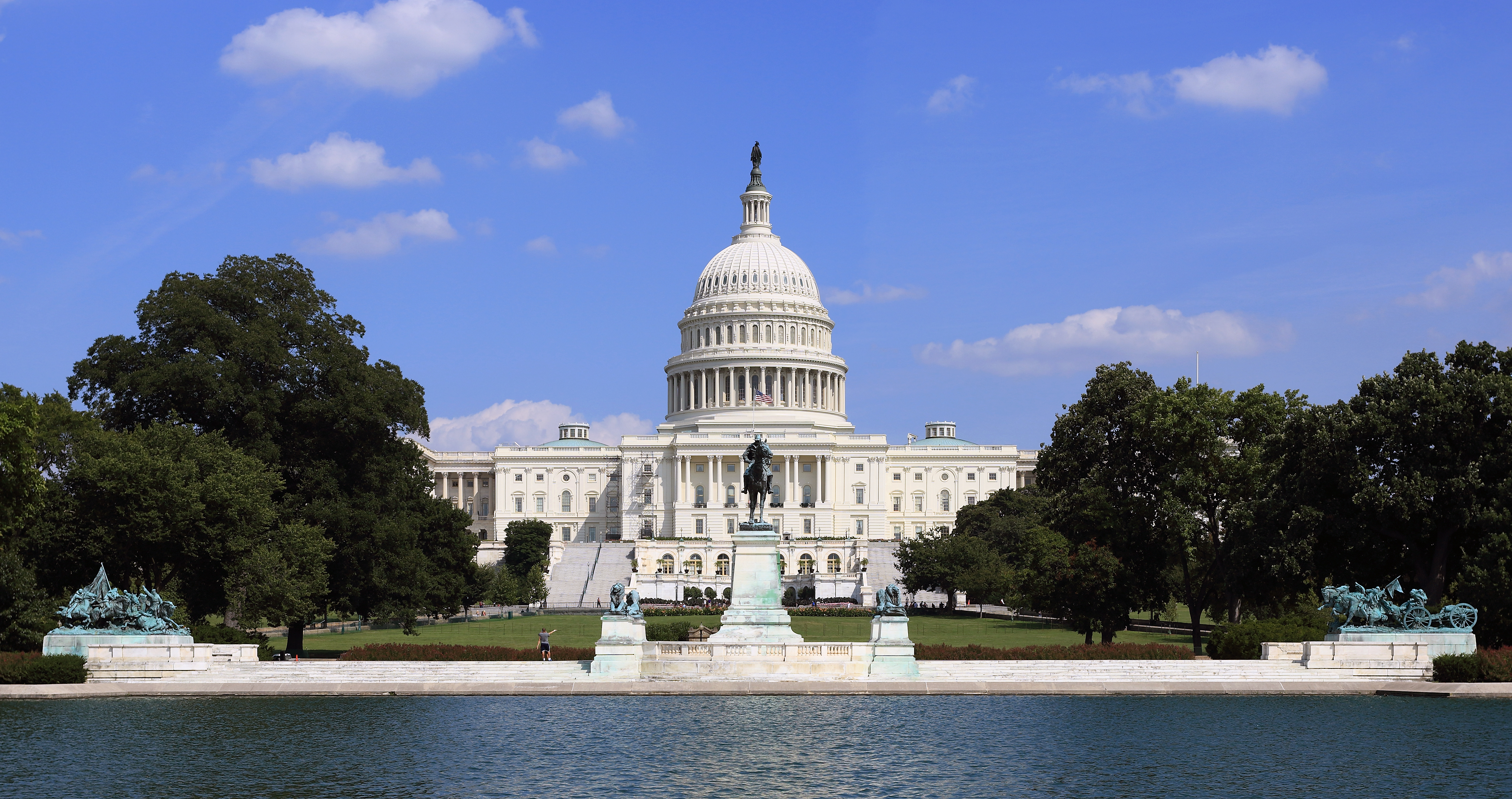
El Capitolio, el Monumento a Grant y la piscina reflectante.
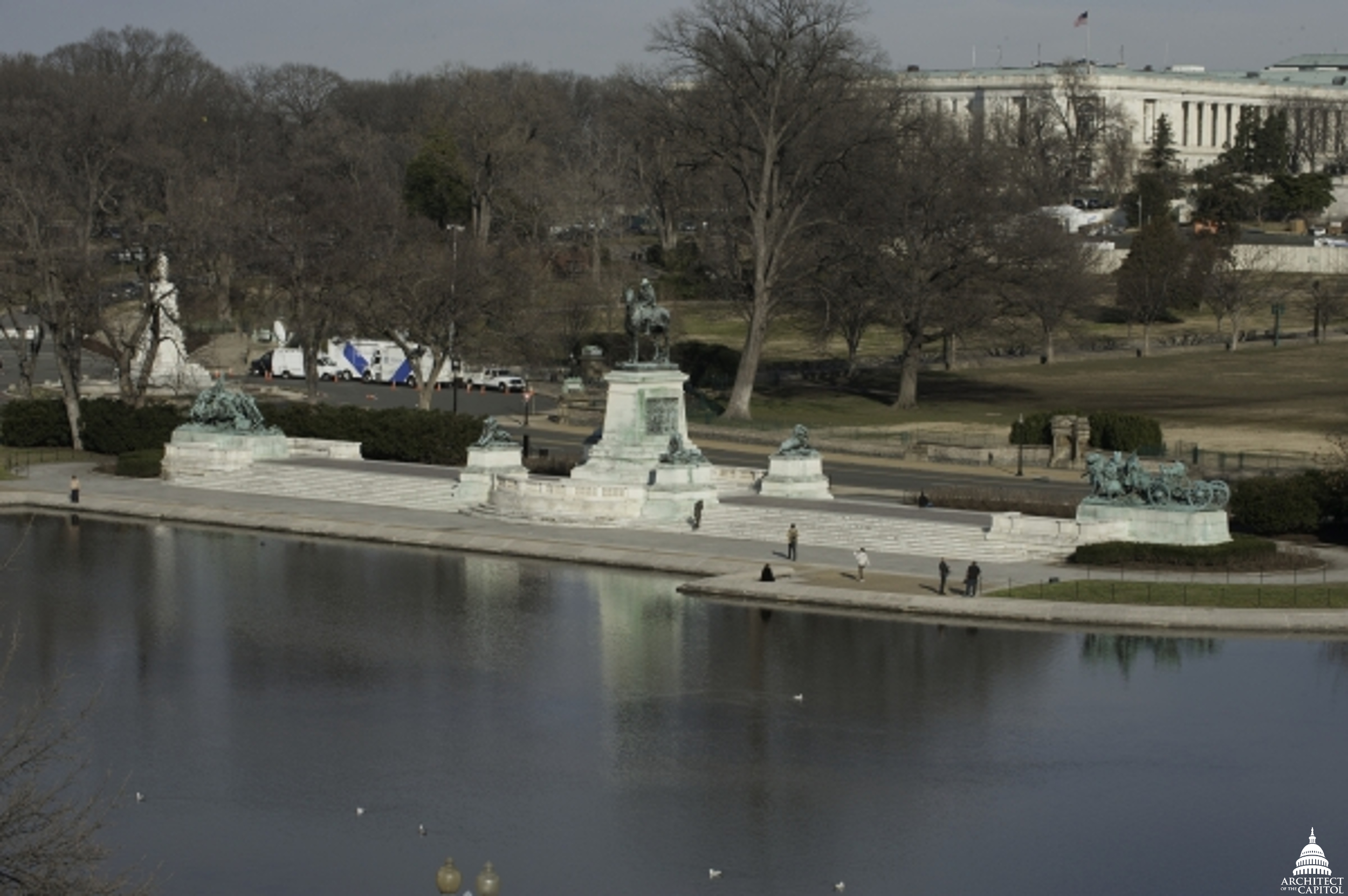
Vista aérea.
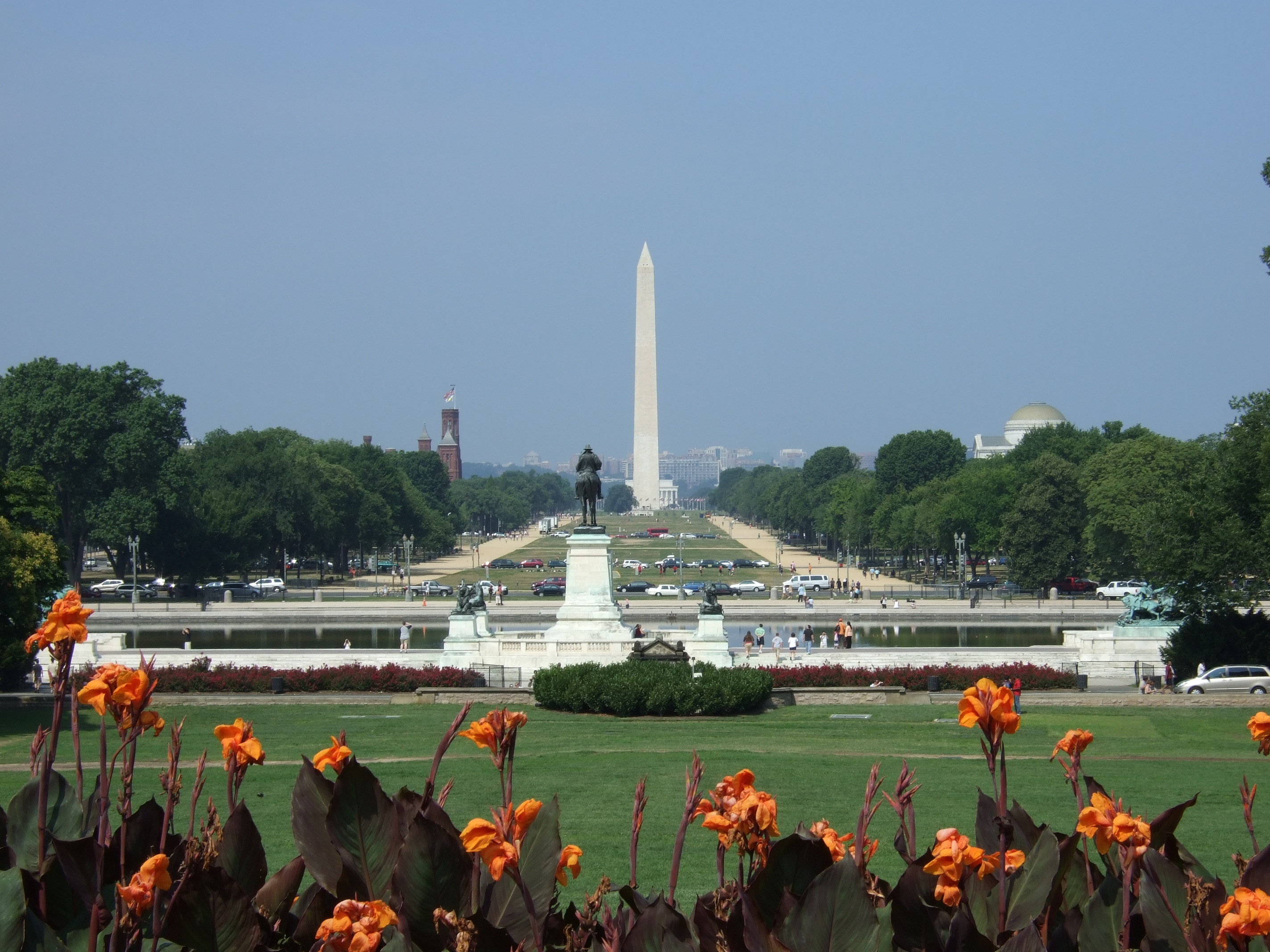
Grant Memorial desde el este con el National Mall al fondo.
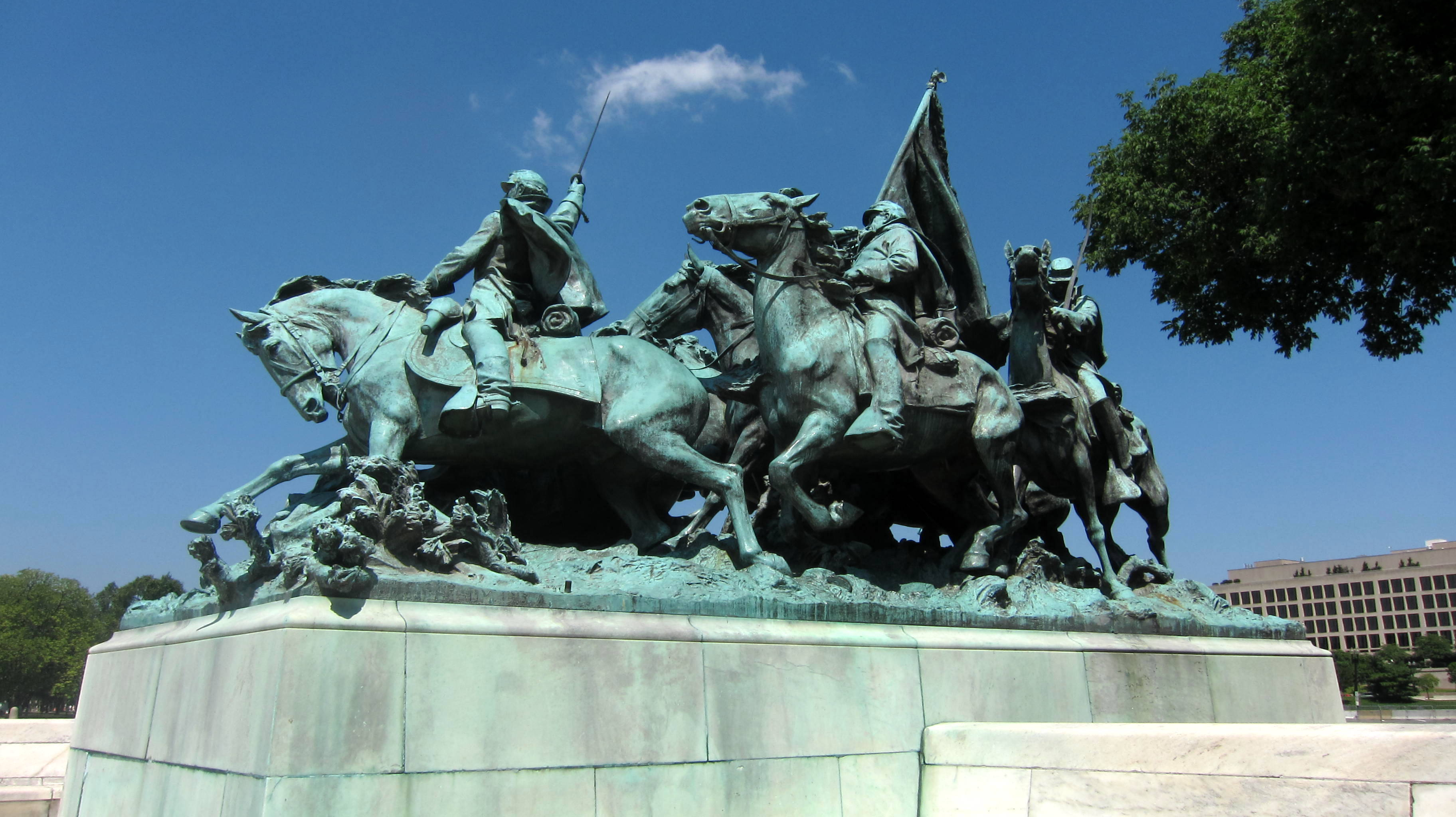
Carga de Caballería, vista lateral.
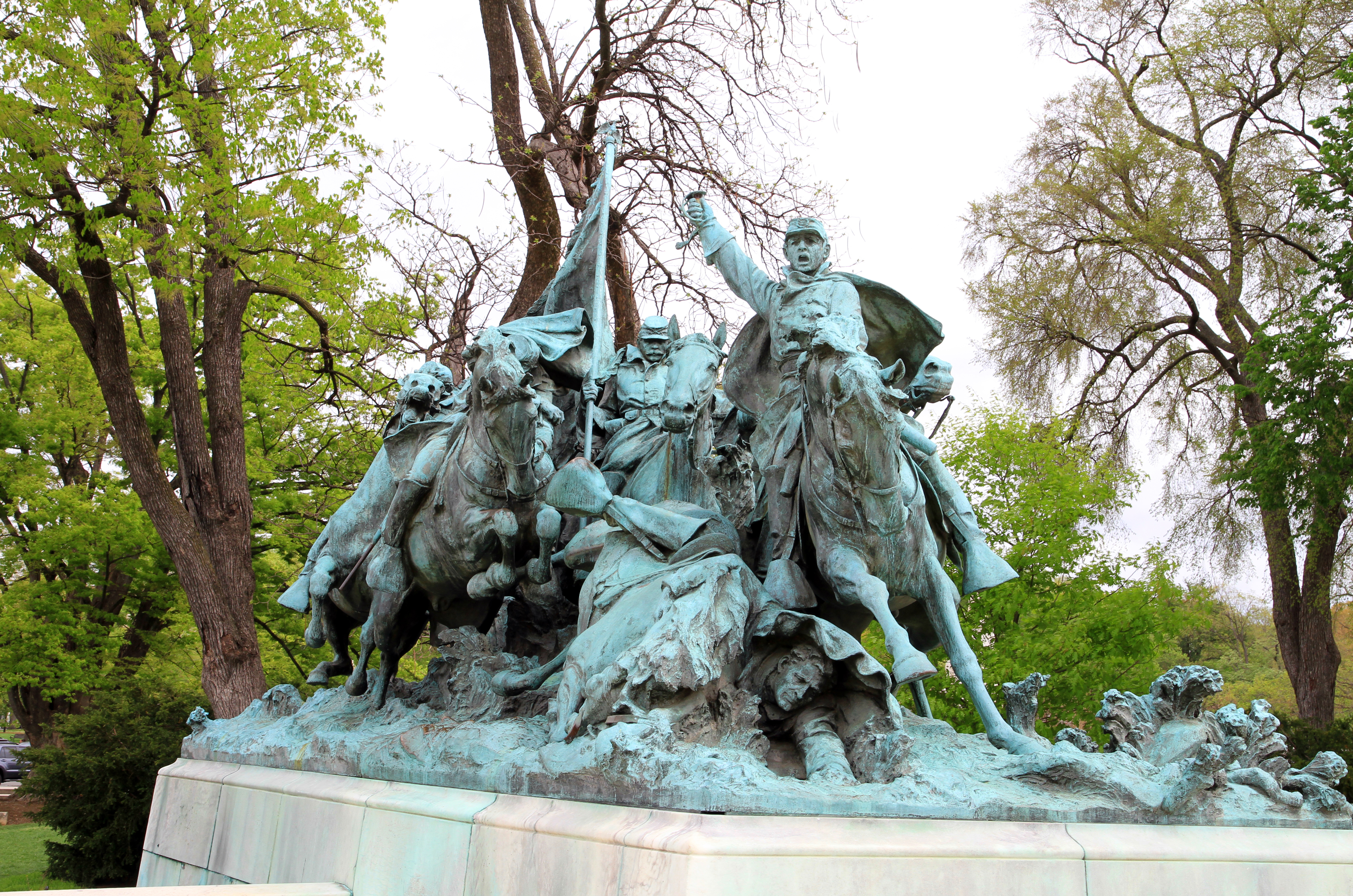
Carga de Caballería, de frente.
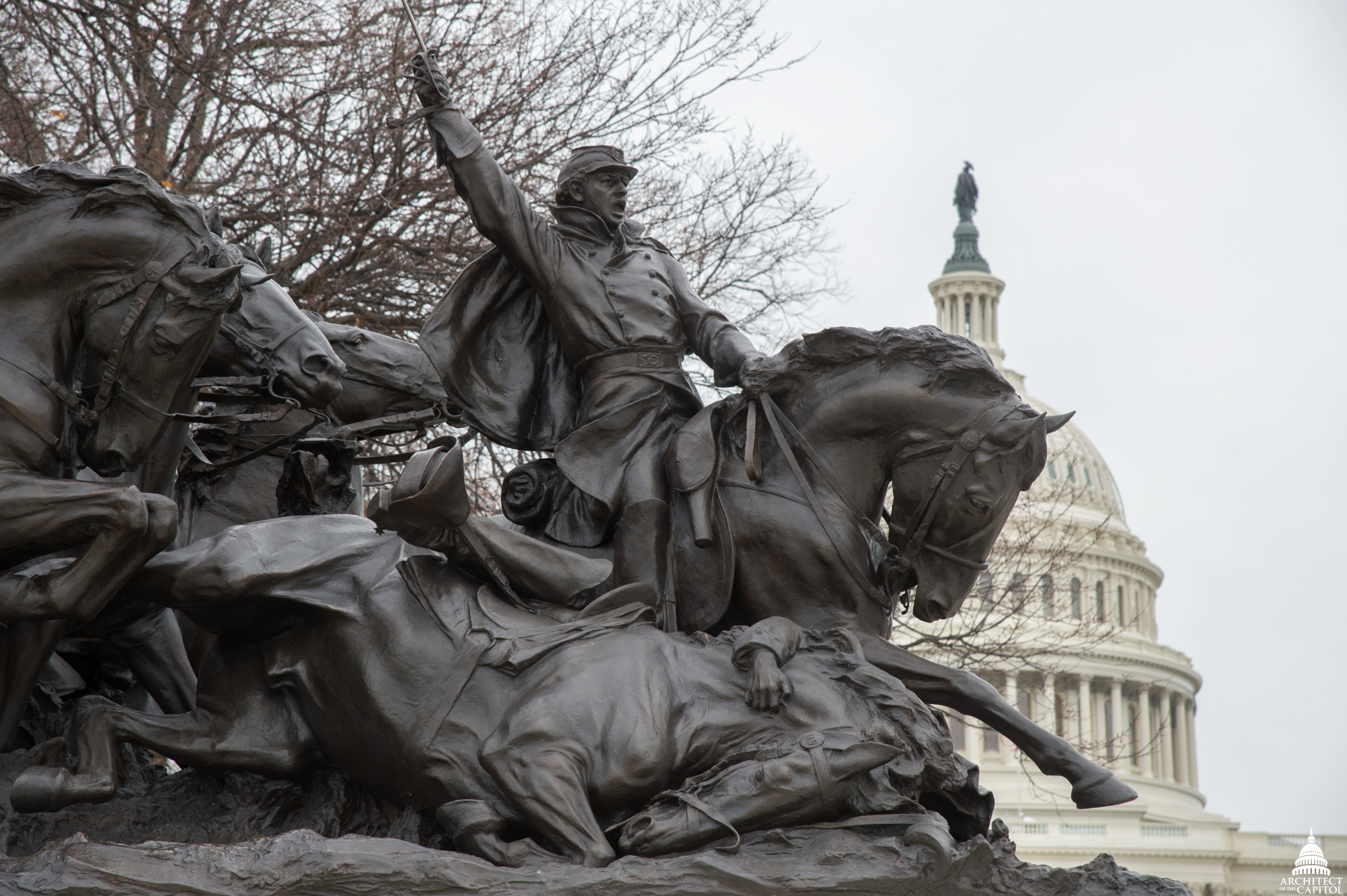
Carga de caballería con el bronce restaurado
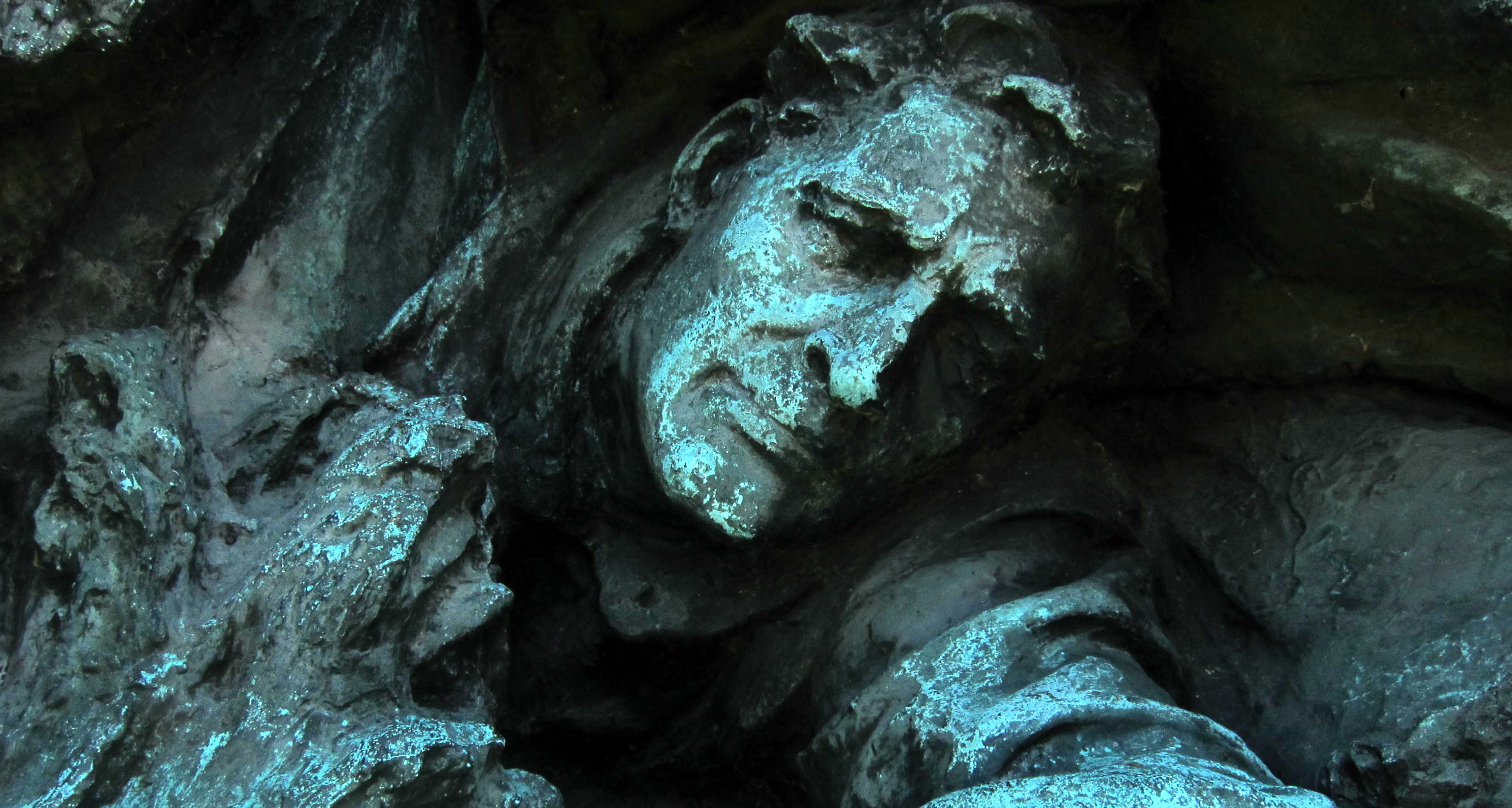
Detalle de Carga de Caballería (posible autorretrato de Henry Shrady), aun con verdín.
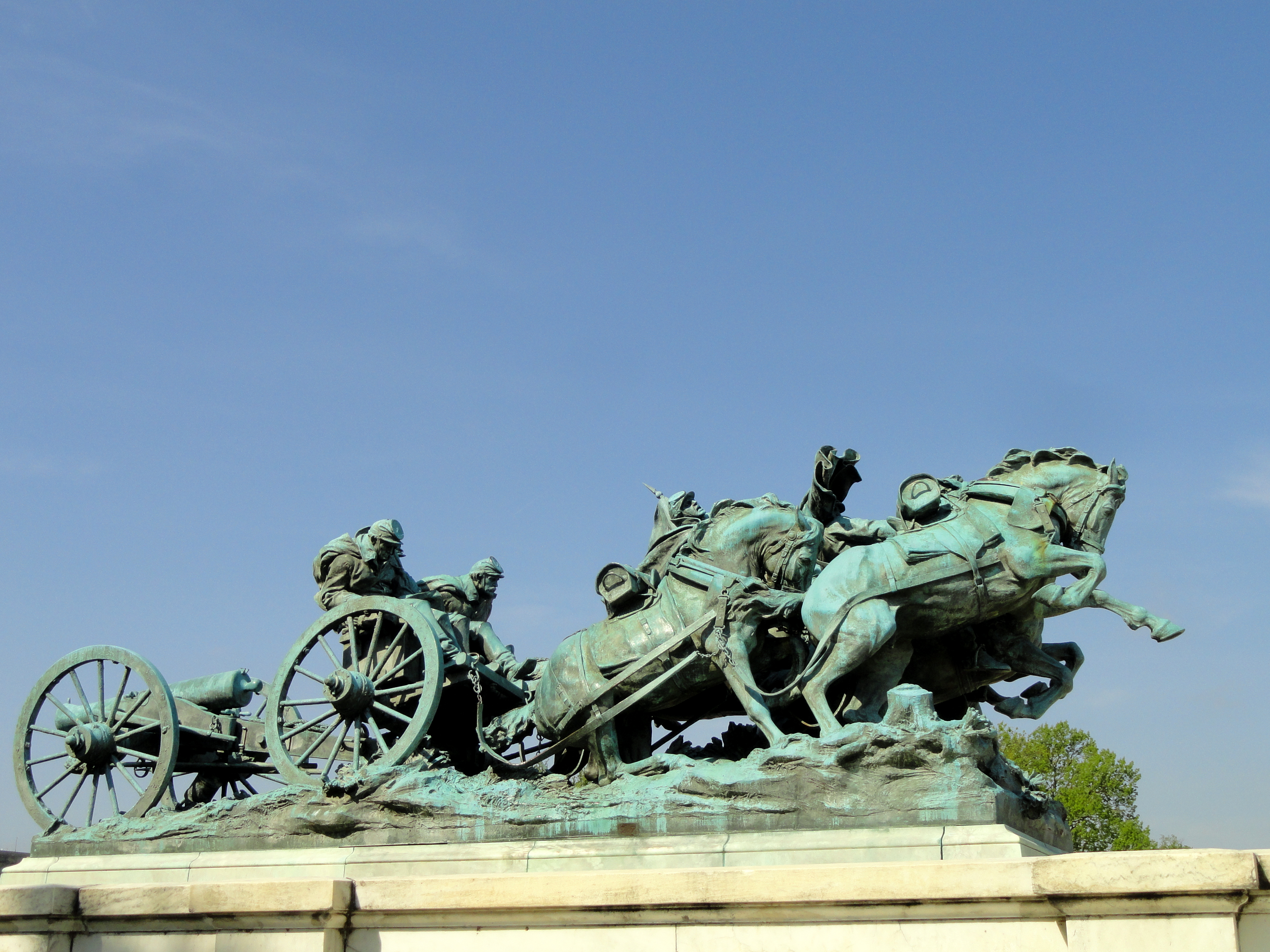
Artillería, antes de la limpieza.
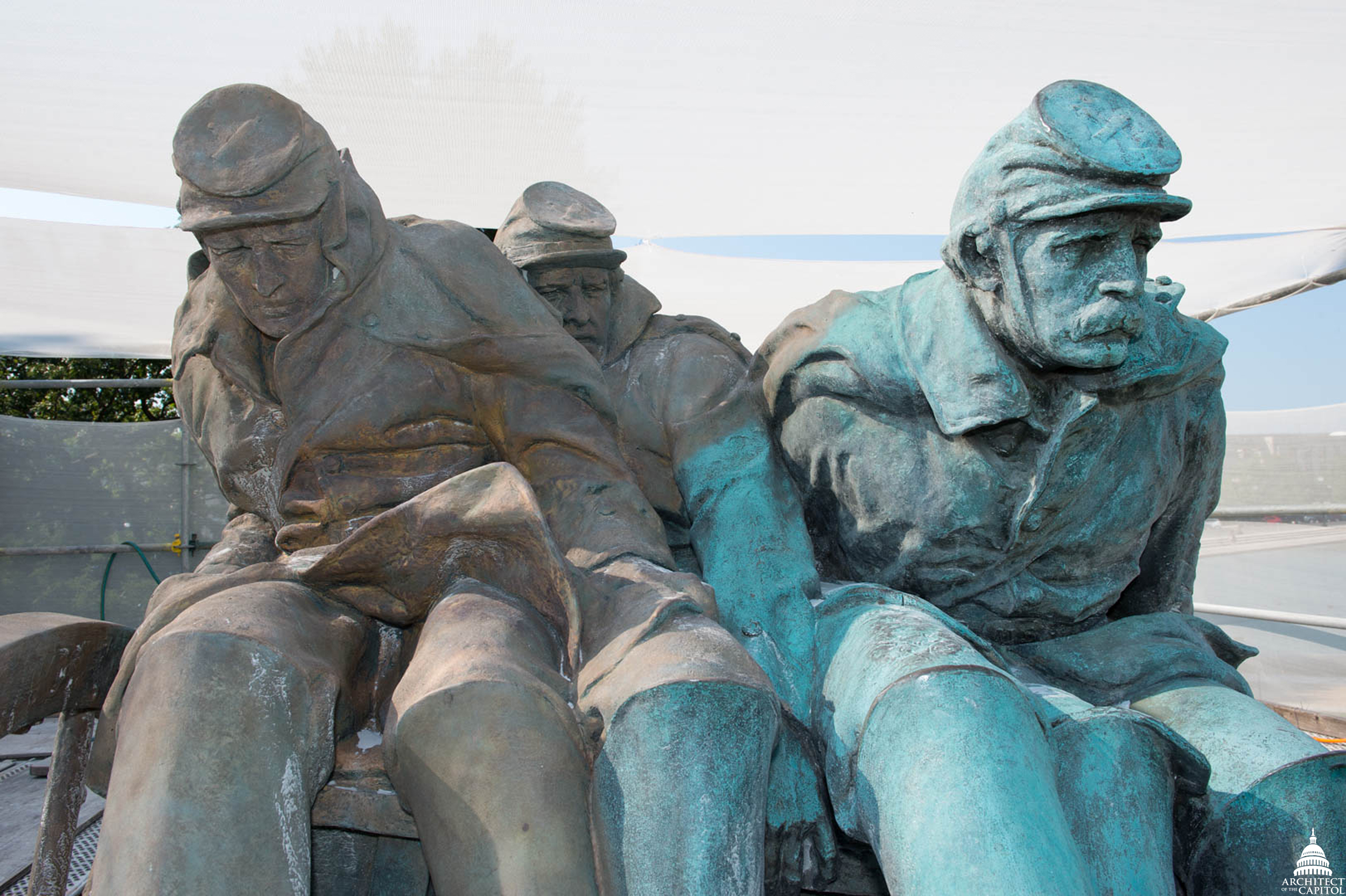
Una sección del monumento durante la restauración de 2015-2016.